# ロレッタ・メスター
ロレッタ・メスター（英: Loretta J. Mester、1958年10月24日 - ）は、アメリカ合衆国のクリーブランド連邦準備銀行の第11代総裁。連邦公開市場委員会の代理委員を務める。

## 経歴
メリーランド州ボルチモア生まれ。コロンビア大学バーナード・カレッジを数学・経済学専攻で首席で卒業。プリンストン大学で経済学修士号および博士号取得。1985年、フィラデルフィア連邦準備銀行に入行。2010年、同行の上席副総裁兼リサーチディレクターに就任。2014年6月1日からクリーブランド連邦準備銀行総裁
。